# Henrik Holm (ishockeyspelare)
Henrik Holm , född 6 september 1990, är en norsk ishockeyspelare som spelar för Stavanger Oilers i Get-ligaen. Han har även spelat för Stjernen Hockey och Lillehammer IK.
Holm var med i Norges landslagstrupp vid olympiska vinterspelen 2018 i Pyeongchang.